# Régime amaigrissant
Wikipédia ne donne pas d'avis médical : seul un professionnel (médecin, pharmacien, etc.) est habilité à le faire.

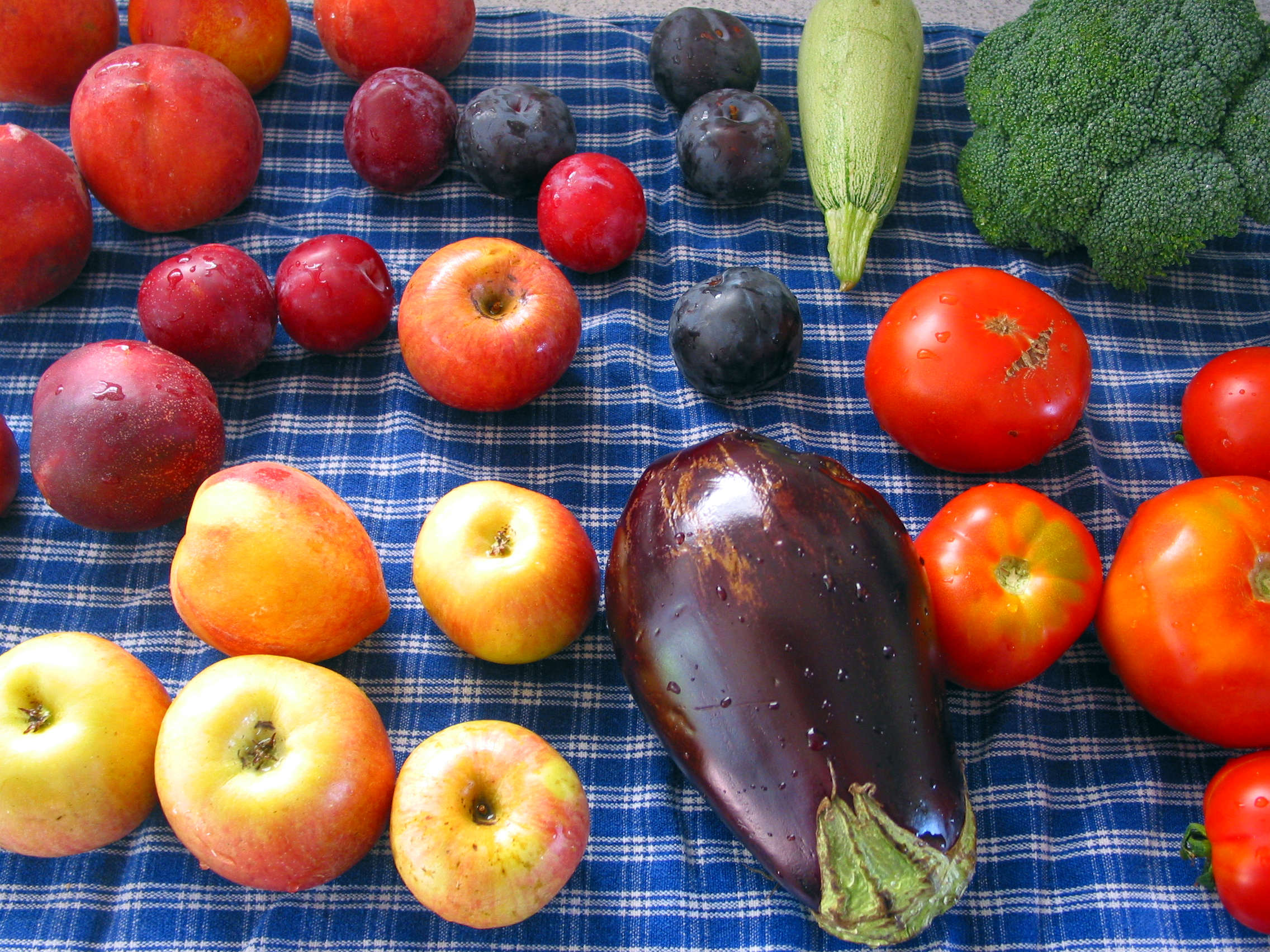
Une alimentation riche en fruits et en légumes est à la base de la prise en charge.

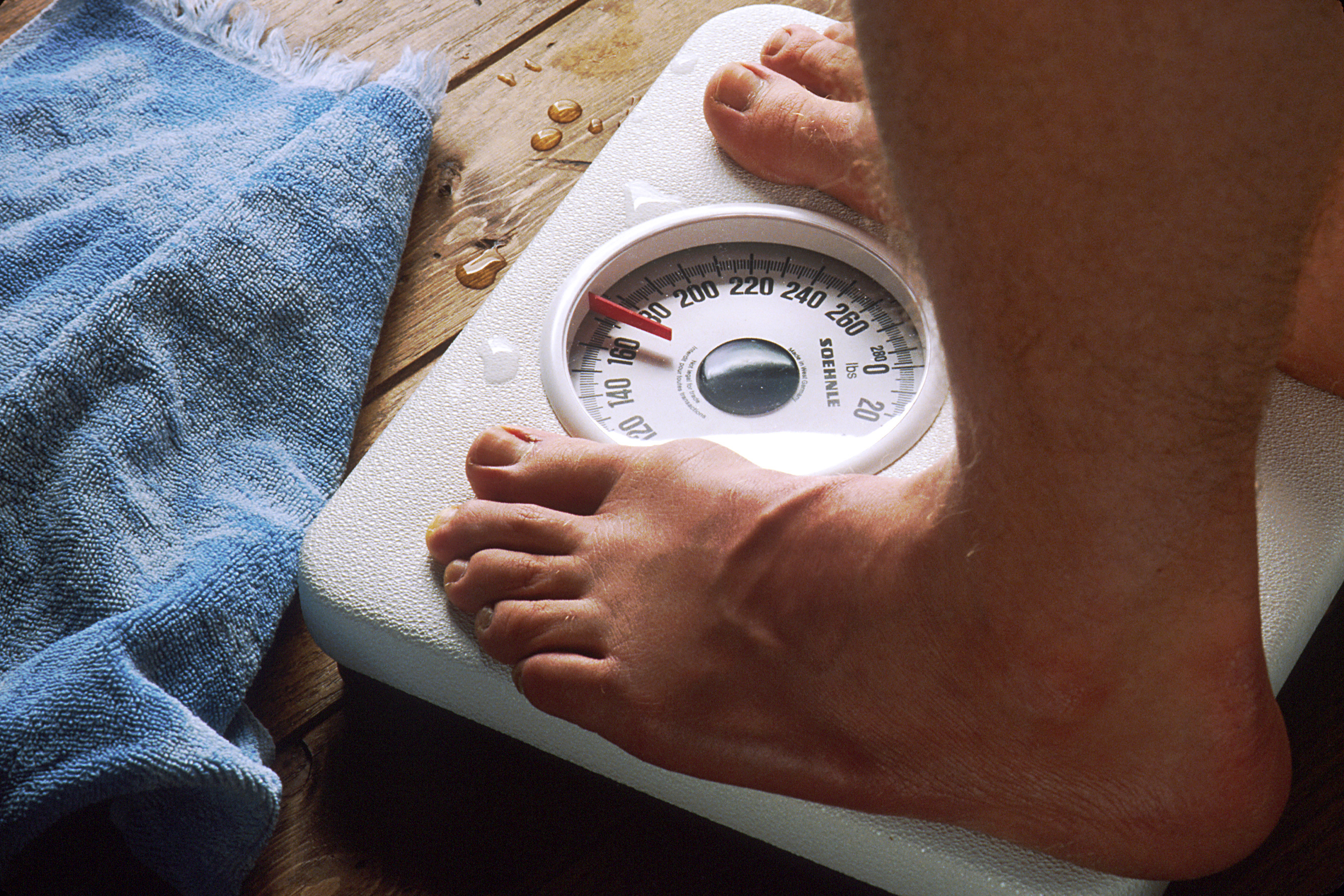
Mesure de son poids sur un pèse-personne.

Un régime alimentaire amaigrissant  est une pratique alimentaire destinée à perdre du poids. Le plus souvent, les régimes se basent sur une diminution de la quantité d'énergie ingérée en contrôlant les principales familles d'apports alimentaires (joules ou historiquement calories) et en nutriments (protéines, lipides, glucides). En pratique, les conseils diététiques sans accompagnement sont d'une efficacité modérée et limitée dans le temps (forte probabilité de reprise de poids).
L'augmentation de l’activité physique est par ailleurs conseillée.

## Principe général
Quand la quantité d'énergie ingérée est inférieure à la quantité d'énergie dépensée, le corps utilise l'énergie stockée. Inversement, si l'énergie ingérée est supérieure à la quantité d'énergie dépensée, le corps stocke le surplus sous forme de graisses. Les régimes visent donc à augmenter les dépenses grâce à l'exercice, et à diminuer la quantité d'énergie ingérée.
Les modifications de comportement ne sont généralement que temporaires. Les personnes qui ont perdu du poids, voient leur métabolisme diminuer. La reprise des anciens comportements s'accompagne donc d'une reprise de poids très rapide car l'énergie dépensée est plus faible (moins d'exercice et métabolisme de base plus faible).
Les régimes amaigrissants ne sont pas recommandés pour les enfants en surpoids ; au lieu de cela il faut seulement limiter la prise de poids et la croissance permettra de revenir à une corpulence moins élevée.
Toutes les manipulations du régime alimentaire visant un déséquilibre énergétique associé ou non à un déséquilibre d’apports en macro-nutriments (glucides, lipides, protéines) dans le but d’une perte de poids peuvent exposer à des risques importants pour la santé. Aussi, tous les régimes amaigrissants, qu’ils portent ou non un nom spécifique, sont à éviter, en dehors d’une prise en charge par des professionnels de santé.[réf. nécessaire]

## Besoins énergétiques
Il est souvent recommandé lors des régimes amaigrissants de calculer son besoin énergétique quotidien. Il existe des formules complexes pour le calculer en fonction de l'âge, du poids, de la fréquence des exercices physiques, etc. En général, il se situe aux alentours de 2 000 kcal pour les femmes et 2 500 kcal pour les hommes. Ce besoin énergétique (BEN) est le nombre de calories ou de joules nécessaires pour conserver son poids. Pour perdre un kilogramme de graisse, le corps doit être en déficit de 9 000 kcal par rapport à son besoin énergétique. Cela signifie qu'en consommant 500 kcal de moins que son BEN chaque jour, il faudra 18 jours pour perdre un kilogramme de graisse. Ce raisonnement doit être relativisé car le poids perdu en début de régime correspond souvent à de l'eau, à la consommation de glycogène disponible dans le foie et les muscles, ainsi qu'à la mobilisation de protéines musculaires (catabolisme musculaire), parallèlement à la mobilisation de graisses (néoglucogenèse), pour compenser le déficit en énergie et maintenir la glycémie.

## Évaluation de l'efficacité
L'évaluation de l'efficacité de ces différents régimes est délicate, car les études publiées tentant de le faire sont « ouvertes » (le patient sait à quel type de régime il est soumis) et leur interprétation est donc susceptible de certains biais. De plus, elles sont de courte durée. 
L'efficacité de ces régimes semble être comparable à un anet à l'échéance de deux ans. Une autre étude signale un taux de succès moyen à long terme des régimes de 15 %, avec un meilleur taux de succès pour des régimes accompagnés de support collectif (type WeightWatchers), de modifications de comportements et un suivi actif pendant plusieurs années (par exemple par un coach, un nutritionniste ou un diététicien). 
Un rapport de l'Ansés publié en novembre 2010 recense les déséquilibres nutritionnels engendrés par 15 régimes (dont les régimes Atkins, californien, citron détox, chrononutrition, Cohen, Dukan, Fricker, Mayo, Montignac, régime de la soupe au chou, Zone diet (en) et Weight Watchers) : apports en protéines supérieurs aux apports nutritionnels conseillés (ANC) pour 80 % des régimes, apports en lipides supérieur aux ANC (notamment les régimes Zone, Chrononut et Atkins), apports en fibres inférieurs aux ANC dans 3 régimes sur 4, ANC en fer insuffisants, de même en vitamine C (régimes Dukan et Fricker) ou en calcium (régimes Mayo, Montignac en phase 2, Fricker en phase 3). L'agence recense aussi la diminution de la masse minérale osseuse (risques de fracture), la réduction en acides gras poly-insaturés essentiels, le risque de calculs biliaires avec les régimes hypocaloriques ou le risque de cancer colorectal avec les régimes pauvres en glucides complexes et en fibres.
On observe fréquemment un Effet yo-yo : le patient suit un régime puis regagne rapidement son poids d'origine puis le dépasse. Prenons par exemple une personne de 1,75 m, 40 ans et 85 kg son métabolisme de base peut être estimé à 1 789 kcal. En suivant un régime avec une alimentation lui fournissant 220 kcal de moins par jour (soit une part de gâteau de moins par jour) cette personne devrait atteindre un poids de 73 kg vers 41 ans. Si elle persiste le poids se stabilisera vers 65 kg (sans modification de l'activité physique). Si elle revient à son alimentation précédente son poids se stabilisera à 86 kg à 42 ans car le métabolisme de base diminue avec l'âge (selon la formule de Black et al. (1996)). Des actions pour modifier le métabolisme de base, comme une activité physique régulière, l'augmentation de la masse musculaire, le fractionnement des repas peuvent être entreprises. La principale explication à la diminution du métabolisme de base avec l'âge est la diminution de la masse musculaire.

## Quelques exemples de régimes amaigrissants

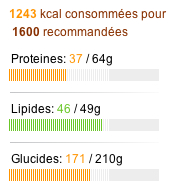
Exemple de répartition des protéines/lipides/glucides dans un régime amaigrissant.

### Régimes basés sur une restriction calorique «équilibrée» et une augmentation de l'activité physique
La restriction calorique « équilibrée » (par exemple : 50 à 55 % glucides, 35 à 40 % lipides, et 10 à 20 % protéines) et modérée, qui consiste en une diminution (par exemple, de 600 kcal par jour) par rapport à la ration habituelle. Certaines études insistent sur le fait que la réduction doit être modérée (10% maximum en dessous des besoins), sinon une adaptation physiologique avec réduction du métabolisme de base va intervenir. La réduction doit aussi devenir permanente et s'accompagner d'une augmentation du métabolisme d'effort pour augmenter les chances de succès à long terme.

### Régimes basés sur les changements de comportements
- Les modifications alimentaires induisant réduction calorique via augmentation de la satiété, sans restriction calorique imposée : choisir des aliments (hors fruits et légumes) qui augmentent la satiété, diminuent l'appétit ;
- des modifications alimentaire qui augmenteraient le métabolisme : les excitants comment le café[15] semblent augmenter légèrement le métabolisme néanmoins leur consommation excessive est dangereuse ;
- réduire les tailles des portions servies, éventuellement augmenter le nombre de repas par jour en diminuant leur importance[16],[17] (cette idée est controversée) ;
- augmenter le petit-déjeuner, réduire le diner[18] ;
- manger lentement[19],[20] (tendance du « slow food »). Certains auteurs suggèrent une pause de 5 minutes pendant le repas ;
- boire de l'eau avant les repas[21].

### Régimes basés sur l'exclusion de certaines catégories d'aliments
Attention, comme indiqué dans la section évaluation de l'efficacité, l'ensemble des régimes de ce paragraphe engendre des déséquilibres nutritionnels et ils peuvent être dangereux.
- Réduction des graisses, augmentation des fruits, céréales et légumes.
- Réduction des graisses saturées et des sucres rapides en limitant les restrictions caloriques et les privations alimentaires[22].

- Les régimes dit « paléolithiques », composé uniquement d'aliments consommés par les hommes préhistoriques ; autrement dit sans féculents. Ces régimes sont dangereux[23].
- Les régimes très basses calories : moins de 800 à moins de 600 kcal/j. Ils peuvent être sources de carences s'ils sont prolongés. Des morts subites ont même été rapportées[24].
- Les régimes pauvres en graisses où les lipides ne représentent plus que 10 à 15 % des apports[25] (régime Dukan par exemple). Son efficacité est controversée[26].
- Les régimes hyperprotéinés, pauvres en glucides mais riches en graisses et en protéines (régime Atkins, diète cétogène), n'imposant aucune restriction calorique, mais qui permettent d'augmenter la satiété. Ils ont une certaine efficacité[27] et seraient même, à court terme, légèrement supérieurs à d'autres régimes[28]. Cet avantage ne se retrouve plus à moyen terme[29].
- Des régimes basés sur des aliments aux propriétés intéressantes comme les boissons détoxifiantes, les piments, la cannelle, le thé vert[30], le pain de seigle[31], le konjac, la guarana. Ces aliments sont sans effet et les promesses de santé apportées sont illégales[32].

La plupart des régimes alimentaires récemment mis en avant sont des régimes d'exclusion (on interdit une ou plusieurs catégories d'aliments, seuls ceux autorisés peuvent être consommés). Exemples : Mayo, Atkins, South Beach/Miami, Dukan, Montignac, Scarsdale, Hollywood, Jenny Craig, Low-carb, Détox, sans gluten, sans produits laitiers (ou la combinaison des deux), Seignalet, paléolithique, etc.

### Régimes basés sur le jeûne
Le consensus scientifique est que les régimes fondés sur le jeûne sont dangereux pour la santé.
- Le jeûne intermittent qui fait alterner des périodes de jeûne courtes (16 ou 24 heures) avec des périodes d'alimentation normale[36] (il en existe plusieurs variantes).
- Le jeûne dit thérapeutique en cliniques spécialisées est de plus en plus pratiqué, en particulier en Russie, en Ukraine, en Allemagne[37], en Espagne[38], au Japon, aux États-Unis, au Canada, en Thaïlande, en Inde et aux Philippines. Aucune étude n'a démontré l'intérêt à long terme sur le maintien de la réduction pondérale du jeûne, et il n'est donc pas raisonnable de le recommander[39].

### Régimes basés sur le changement de niveau du stress
Le stress favorisant la prise alimentaire et la prise de poids, des techniques de la neuroscience pour changer les comportements et le fonctionnement du cerveau émotionnel permettent de le « déstresser ». Il existe des niveaux croissants de stress (compassion, sentiments, flot de mots, cycle d'expressions automatiques) et ces techniques visent à les gérer par l'autosuggestion.

### Autres actions sur l'alimentation qui ne sont pas des «régimes»
Sans parler de restriction calorique, on peut envisager diverses actions au niveau des aliments ingérés :
- supprimer certaines catégories d'aliments sans aucun intérêt nutritionnel comme les boissons sucrées[41], y compris les jus de fruits ;
- suivre les recommandations du PNNS de manger au moins 5 fruits et légumes par jour. Certains aliments sont reconnus pour augmenter la satiété, comme les pommes et les légumineuses ;
- diminuer le niveau de transformation des aliments ingérés (aliments entiers plutôt que des purées ou soupes, riz complet plutôt que riz blanc, fruits plutôt que jus, etc.) ;
- éviter les aliments à haute densité énergétique[42] ;
- substituer les acides gras oméga-6 par des acides gras oméga-3[43] ;
- adopter un régime alimentaire végétarien[44],[45] ou végétalien, si possible pauvre en lipides[46] et riches en glucides complexes ;
- adopter une alimentation à base d'aliments complets d'origine végétale ;
- adopter un régime alimentaire excluant le sucre (mouvement « I quit sugar » développé aux États-Unis)[47] ou le diminuant fortement (recommandations de l'American Heart Association[48]), accompagner dans tous les cas le sucre de fibres alimentaires comme c'est le cas dans les fruits ;
- associer les bonnes combinaisons d'aliments
- adopter un régime composé uniquement d'aliments réputés sains et maigres. Ne plus consommer de plats industriels ni de sucreries, en somme réapprendre à manger[49].

### Activité sportive
La pratique d'un sport, d'intensité moyenne (pouls de 160 diminué de l'âge) mais continue, et durant plus d'une demi-heure (par exemple sports d'endurance) a longtemps été recommandée pour lutter contre l'obésité. Ce niveau d'activité, très efficace, étant difficile à atteindre pour une part importante de la population, les recommandations actuelles préconisent déjà d'atteindre une activité modérée avant d'envisager des périodes d'activité intenses.

### Tour de Taille
Les recommandations actuelles de la HAS sont de prendre en compte l'IMC et le tour de taille. La mesure du tour de taille et le maintien du tour de taille en dessous de certaines valeurs sont conseillés.
| Genre | tour de taille absolu conseillé | rapport tour de taille/taille conseillé |
| ----- | ------------------------------- | --------------------------------------- |
| Homme | moins de 94 cm                  | moins de 0,5                            |
| Femme | moins de 80 cm                  | moins de 0,5                            |

### Risques et danger
Le régime induit une « fonte » des graisses de l'organisme. Or c'est dans ces graisses que se stockent naturellement certains perturbateurs endocriniens et d'autres polluants (liposolubles). 
Un régime trop drastique ou brutal peut conduire à une intoxication par le relargage de ces polluants dans le sang et l'organisme.  
De même pour le plomb éventuellement stocké dans les os. Selon une étude récente (2018) chez une personne ayant un stock de plomb osseux important, un régime amaigrissant pauvre en hydrate de carbone et riche en protéines peut entraîner une remobilisation significative du plomb osseux, alors retrouvé dans le sang. Il peut s'ensuivre un saturnisme, avec éventuelles coliques saturnines. Pour rappel « Plus de 90 % des réserves profondes de plomb sont liées à la masse osseuse, avec une demi-vie biologique de l’ordre de deux décennies » ; La colique de plomb est douloureuse à partir de 80 μg/dL (chez l'adulte) et un inconfort abdominal survient à partir 60 μg/dL.